# Dieter Lauk
Dieter Lauk (* 16. April 1937) ist ein deutscher Tischtennisspieler. Er war DDR-Nationalspieler und wurde achtmal DDR-Meister.

## Werdegang
Lauk begann seine Karriere beim Verein BSG „Einheit“ Auerbach, wo er von dem Sportlehrer Klaus Stoppa gefördert wurde. 1956 wechselte er zum SC Lokomotive Leipzig. Mit dessen Herrenmannschaft wurde er insgesamt sieben Mal DDR-Meister, nämlich 1960 bis 1965 und 1967. Im Europapokal stand das Team 1961 und 1965 im Endspiel.
Lauk spielte mit einem Noppengummi-Schlägerbelag. Bei den DDR-Meisterschaften siegte er 1962 im Doppel mit Siegfried Lemke. Vier weitere Mal erreichte er das Doppelendspiel: 1959 mit Dieter Knappe, 1960 mit Siegfried Lemke, 1964 mit Wolfgang Viebig und 1967 wieder mit Siegfried Lemke.
Aktuell (2019) spielt Lauk beim Verein SV Eintracht Leipzig-Süd in der 1. Stadtliga der Stadt Leipzig.

## Seniorenturniere
Später beteiligte sich Lauk an vielen Seniorenturnieren. So wurde er bei der Senioren Weltmeisterschaft in der Altersklasse Ü65 Zweiter im Doppel mit dem Österreicher Ernst Wagner. Die deutsche Seniorenmeisterschaft gewann er 2003 im Einzel Ü65 und ein Jahr später im Doppel Ü65 mit Peter Stoltenberg. 2005 erreichte er bei der Europameisterschaft im Doppel mit Siegfried Lemke das Halbfinale.